# Почесні громадяни Олександрії
Список почесних громадян міста Олександрії:
| № з/п | Почесний громадянин                           | Коротко про особу | Підстава | Рік присвоєння |
| ----- | --------------------------------------------- | --- | --- | -------------- |
| 1     | Кошовий Петро Кирилович (1904—1976)           | Двічі Герой Радянського Союзу, Маршал Радянського Союзу. | За видатні заслуги перед Батьківщиною і трудящими міста Олександрії | 1967           |
| 2     | Діброва Ілля Данилович (1891—1944)            | Колишній командир партизанського загону в період громадянської війни та командирові партизанського з'єднання ім. Ворошилова в роки Другої світової війни.                                                                                          | За видатні заслуги перед Батьківщиною і трудящими міста Олександрії |                |
| 3     | Луценко Никифор Харитонович (1904—1973)       | Голова Олександрійської міської ради. | За активну участь у відбудові народного господарства міста Олександрії після визволення міста від німецько-фашистських загарбників, за ініціативу по створенню в місті краєзнавчого музею |                |
| 4     | Попов Іван Федосійович (1927—1979)            | Почесний шахтар, гірничий робітник очисного вибою шахти «Верболозівська». | За активну трудову участь в розвитку буровугільної промисловості міста і громадську діяльність по вихованню молоді на трудових традиціях |                |
| 5     | Крючков Георгій Корнійович (1929—2021)        | Колишній депутат Верховної Ради України від Олександрійського виборчого округу (1979 р.), керівник комітету по Держгіртехнагляду України. | |                |
| 6     | Попов Леонід Іванович (1945)                  | Двічі Герой Радянського Союзу, льотчик-космонавт СРСР. | За успішне здійснення тривалого космічного польоту на орбітальному комплексі «Салют-6-Союз» і виявлені при цьому мужність і героїзм | 1980           |
| 7     | Рюмін Валерій Вікторович (1939)               | Двічі Герой Радянського Союзу, льотчик-космонавт СРСР. | За успішне здійснення тривалого космічного польоту на орбітальному комплексі «Салют-6-Союз» і виявлені при цьому мужність і героїзм | 1980           |
| 8     | Гриценко Пилип Юхимович (1913—1997)           | | За видатні заслуги перед Батьківщиною і трудящими міста, багаторічну роботу в партійних і державних органах, активну громадську діяльність по вихованню підростаючого покоління |                |
| 9     | Герасюта Микола Федорович (1919—1987)         | Герой Соціалістичної Праці, член-кореспондент НАН України. | За видатні заслуги в сфері завоювання космосу, виховання молоді в місті, виховання наукових кадрів для побудови космічних кораблів |                |
| 10    | Худякова Антоніна Федорівна (1917—1998)       | Герой Радянського Союзу. | За видатні заслуги перед Батьківщиною в роки Другої світової війни, значну роботу по військово-патріотичному вихованню молоді |                |
| 11    | Сапунов Борис Петрович                        | Заступник Голови Держбуду України | За активну участь у боях при звільненні Олександрії від німецько-фашистських загарбників у Другій світовій війні і безпосередню участь у створенні та здійсненні генерального плану реконструкції і перспективного розвитку міста |                |
| 12    | Жарій Олександра Василівна (1908—1994)        | Колишній директор Олександрійського вищого педагогічного коледжу. | За видатні заслуги в сфері народної освіти, виховання молоді в місті, великий вклад в організацію міського краєзнавчого музею | 1994           |
| 13    | Томілін Борис Семенович (1914—1995)           | Воїн-визволитель міста Олександрії від німецько-фашистських загарбників. | За особливі заслуги перед містом та активну участь у громадсько-політичному житті | 1994           |
| 14    | Гончаренко Василь Миколайович (1931—2005)     | | За активну участь у громадському житті міста, сумлінне виконання депутатських обов'язків | 1995           |
| 15    | Криуленко Антоніна Тимофіївна (1920—2012)     | Ветеран Другої світової війни, Ветеран праці, Відмінник народної освіти, колишня вчителька гімназії-комплексу ім. Т. Г. Шевченка. | За особливі заслуги перед містом та активну участь в громадсько-політичному житті | 1995           |
| 16    | Осмоловський Юрій Володимирович (1918—1980)   | Заслужений лікар України. | За особливі заслуги перед містом та активну участь у громадсько-політичному житті | 1996           |
| 17    | Шульга Інна Антонівна (1924—2003)             | Директор Музею Миру. | За плідну і довголітню роботу по патріотичному вихованню молоді, значний особистий внесок у створення Музею Миру | 1998           |
| 18    | Настасьєв Григорій Кирилович (1921—2011)      | Заслужений вчитель України. | За особливі заслуги перед містом та активну участь у громадсько-політичному житті та вихованні молоді | 1998           |
| 19    | Холодов Олександр Фомич (1939)                | Ведучий хірург міста, завідувач хірургічним відділенням Олександрійської центральної міської лікарні, депутат Олександрійської міської ради 3 скликання.                                                                                           | За плідну роботу по розвитку медицини міста та активну громадську діяльність | 1999           |
| 20    | Куницький Василь Захарович (1924—2010)        | Організатор і активний учасник Олександрійського підпілля в роки фашистської окупації, Голова Ради Олександрійського міського Державного музею Миру.                                                                                               | За плідну довголітню роботу по патріотичному вихованню молоді, значний особистий внесок у створення міського Музею Миру | 1999           |
| 21    | Кравченко Юрій Федорович (1951—2005)          | Міністр внутрішніх справ України. | За безпосередній і вагомий внесок в охорону громадського порядку в нашому місті, боротьбу зі злочинністю в Україні, та як державному діячеві, видатні заслуги якого відзначені високими нагородами | 2000           |
| 22    | Саєнко Віктор Митрофанович (1940)             | Голова правління ЗАТ "Завод «Автоштамп». | За особистий внесок у розвиток вітчизняного машинобудування, як ініціатору і організатору співпраці підприємств міста з виготовлення необхідної для України сільськогосподарської техніки, мудрому керівникові на державних посадах, як автору багатьох розробок товарів народного споживання, діяльність якого відмічена державними нагородами | 2000           |
| 23    | Яблонський Анатолій Григорович (1933—2012)    | Настоятель Покровського собору. | За активну благодійну, просвітницьку роботу, сприяння відродженню зруйнованих храмів міста | 1999           |
| 24    | Цапюк Степан Кирилович (1954)                 | Олександрійський міський голова. | За значний внесок у розвиток міста Олександрії, активну позицію у захисті інтересів територіальної громади, цілеспрямовану роботу по збереженню соціальної інфраструктури, благоустрою міста і добробуту його мешканців | 2005           |
| 25    | Кірейцев Іван Григорович (1919—2008)          | Ветеран Другої світової війни, учасник бойових дій. | За вагомий внесок у справу патріотичного виховання молоді, активну участь у громадсько-політичному житті міста та у розвитку ветеранського руху | 2005           |
| 26    | Дзбановський Юрій Ігорович (1933—2020)        | Художній керівник і режисер народного театру міського Центру культури і дозвілля. | За значний внесок у розвиток театрального мистецтва міста, активну громадянську позицію, багаторічну активну працю на благо нашого міста | 2005           |
| 27    | Карпов Віталій Семенович (1940—2021)          | Директор Олександрійського училища культури, Заслужений працівник культури України. | За вагомий внесок у розвиток духовності та культури міста, естетичне виховання молодого покоління | 2006           |
| 28    | Пастовенський Михайло Миколайович (1933—2002) | Колишній заступник голови міської ради народних депутатів по виконавчій роботі. | За вагомий внесок у розвиток економічної і соціальної інфраструктури міста Олександрії, активну громадську діяльність | 2007           |
| 29    | Ніколенко Степан Федорович (1941)             | Директор Олександрійської дитячої художньої школи. | За вагомий внесок у розвиток духовності та культури міста, естетичне виховання молодого покоління | 2008           |
| 30    | Лавренко Микола Миколайович (1956)            | Депутат Олександрійської міської ради 5 скликання, Президент професійного футбольного клубу «Олександрія». | За вагомий внесок у соціально-економічний та культурний розвиток міста, активну участь у громадсько-політичному житті і становленні футбольної інфраструктури міста | 2008           |
| 31    | Чаговець Павло Пилипович (1920—1995)          | Колишній головний інженер дирекції капітального будівництва комбінату «Олександріявугілля». | За вагомий внесок у будівництво промислових підприємств та об'єктів соціально-культурного призначення у місті | 2008           |
| 32    | Горобець Василь Трифонович (1933Р. Н.)        | Колишній головний інженер тресту «Олександріятяжбуд». | За вагомий внесок у будівництво об'єктів промислового та культурного призначення у місті | 2009           |
| 33    | Мірошниченко Людмила Григорівна (1936—2008)   | Колишній голова міського комітету профспілки працівників культури, депутат міської ради 5 скликання. | За багаторічну плідну працю, високу майстерність, професіоналізм, особистий внесок у розвиток та збереження закладів культури міста | 2009           |
| 34    | Моцний Василь Кузьмович (1952)                | Голова Кіровоградської обласної державної адміністрації. | За особистий внесок у соціально-економічний розвиток міста, використання у роботі передових форм господарювання, підприємництва, інвестиційної фінансової та благодійної діяльності | 2009           |
| 35    | Кохан Анатолій Ілліч (1937—2012)              | Лікар-педіатр, журналіст та краєзнавець. | За багаторічну плідну професійну діяльність та вагомий внесок у дослідження минулого і сьогодення нашого краю, виховання патріотизму та значні здобутки на ниві просвітництва | 2010           |
| 36    | Діброва Людмила Іллівна (1921—2014)           | Учасник підпільно-партизанського руху на Кіровоградщині в роки Другої світової війни. | За активну участь у патріотичному вихованні молоді, роботу в міській організації ветеранів України та багаторічну плідну трудову діяльність на підприємствах міста | 2011           |
| 37    | Томіліна Лідія Марківна (15.05.1926 — 31.07   | Ветеран Другої світової війни, визволитель міста Олександрії, активіст ветеранського руху міста по патріотичному вихованню молоді та учнів. | За активну участь у патріотичному вихованні молоді, роботу в міській організації ветеранів України та багаторічну плідну трудову діяльність | 2012           |
| 38    | Шевченко Ілля Антонович (1923—2020)           | Старший викладач комунального вищого навчального закладу «Олександрійський педагогічний коледж імені В. О. Сухомлинського», кандидат педагогічних наук, Заслужений вчитель УРСР, учасник бойових дій Великої Вітчизняної війни.                    | За вагомий внесок у формування в молоді почуття патріотизму, ідейно-моральних та національних принципів, впровадження ідей В. О. Сухомлинського у педагогічну діяльність освітян міста | 2013           |
| 39    | Соловйов Микола Сергійович (1924—2017)        | Гвардії полковник у відставці, учасник бойових дій Другої світової війни. | За вагомий внесок у формування в молоді почуття патріотизму, ідейно-моральних та національних принципів, збереження історичної пам'яті про учасників Другої світової війни | 2014           |
| 40    | Заболотній Василь Іванович (1927—2017)        | Член ради ветеранів, голова пресцентру ради ветеранів, учасник бойових дій Другої світової війни. | За вагомий внесок у формування в молоді почуття патріотизму, ідейно-моральних та національних принципів, збереження історичної пам'яті про учасників Другої світової війни | 2014           |
| 41    | Абажей Григорій Петрович (1954)               | Заслужений працівник культури України, член Кіровоградського осередку Всеукраїнської хореографічної спілки, балетмейстер народного ансамблю танцю «Віночок», директор міського Палацу культури, депутат Олександрійської міської ради 6 скликання. | За вагомий внесок у розвиток культурного життя міста, популяризацію української національної культури, справу виховання підростаючого покоління, високий професіоналізм, активну громадську діяльність | 2014           |
| 42    | Нікітенко Григорій Феодосійович (1925—2017)   | Партизан, учасник бойових дій Другої світової війни. | За вагомий внесок у формування в молоді почуття патріотизму, ідейно-моральних та національних принципів | 2015           |
| 43    | Скічко Олексій Омелянович (1946—2011)         | Олександрійський міський голова у 1991—1994 рр., 2006—2010 рр. | За вагомий внесок у розвиток демократичного суспільства та втілення принципів місцевого самоврядування в місті Олександрії | 2016           |
| 44    | Скляр Володимир Павлович (1936—2015)          | Заслужений працівник культури України, член спілки композиторів Кіровоградської області, засновник та керівник народного аматорського хору «Веселка» Міського Палацу культури.                                                                     | За вагомий внесок у розвиток самодіяльного народного мистецтва та пропаганду і збереження української пісні | 2016           |
| 45    | Поляцький Анатолій Васильович (1957)          | Засновник підприємства Товариство з обмеженою відповідальністю «Катеринославські меблеві майстерні». | За визначні особисті заслуги у забезпеченні соціального та економічного розвитку та добробуту міста, стимулювання та розвиток підприємництва, меценацтва, творчості, також спонсорську допомогу багатьом установам міста | 2017           |
| 46    | Табунець Олександр Іванович (1952—2020)       | Лікар-інфекціоніст, завідувач інфекційним відділенням стаціонару Комунального підприємства «Центральна міська лікарня Олександрії» Олександрійської міської ради.                                                                                  | За вагомий особистий внесок у розвиток сфери охорони здоров'я міста Олександрії, високий професіоналізм, надання кваліфікованої медичної допомоги, впровадження нових методів діагностики та лікування, проявлену професійну відданість у боротьбі з гострою респіраторною хворобою COVID-19, спричиненою коронавірусом SARS-CoV-2              | 2021           |